# Edoardo Aldo Cerrato
Edoardo Aldo Cerrato COr (ur. 13 października 1949 w Turynie) – włoski duchowny katolicki, w latach 2012–2024 biskup diecezjany Ivrei.

## Życiorys
Święcenia kapłańskie otrzymał 28 czerwca 1975 w zgromadzeniu filipinów. Był związany z zakonnym konwentem w Bielli, zaś w latach 1984-2005 był jego przełożonym. W latach 1994–2012 był prokuratorem generalnym Kongregacji Oratorium św. Filipa Neri.
28 lipca 2012 papież Benedykt XVI mianował go biskupem Ivrei. Sakry biskupiej 8 września 2012 udzielił mu Sekretarz Stanu - kardynał Tarcisio Bertone. 16 grudnia 2024 papież Franciszek przyjął jego rezygnację z urzędu.